# Giro di Sicilia (ciclismo)
Il Giro di Sicilia è una corsa a tappe maschile di ciclismo su strada italiana che si svolge in Sicilia dal 1907, giunta alla sua venticinquesima edizione. Fa parte del circuito continentale Uci Europe Tour.

## Storia
Creata da Vincenzo Florio jr, (ideatore di un altro evento sportivo siciliano, la Targa Florio), fu la prima prova italiana a tappe, anticipando di due anni la nascita del Giro d'Italia.

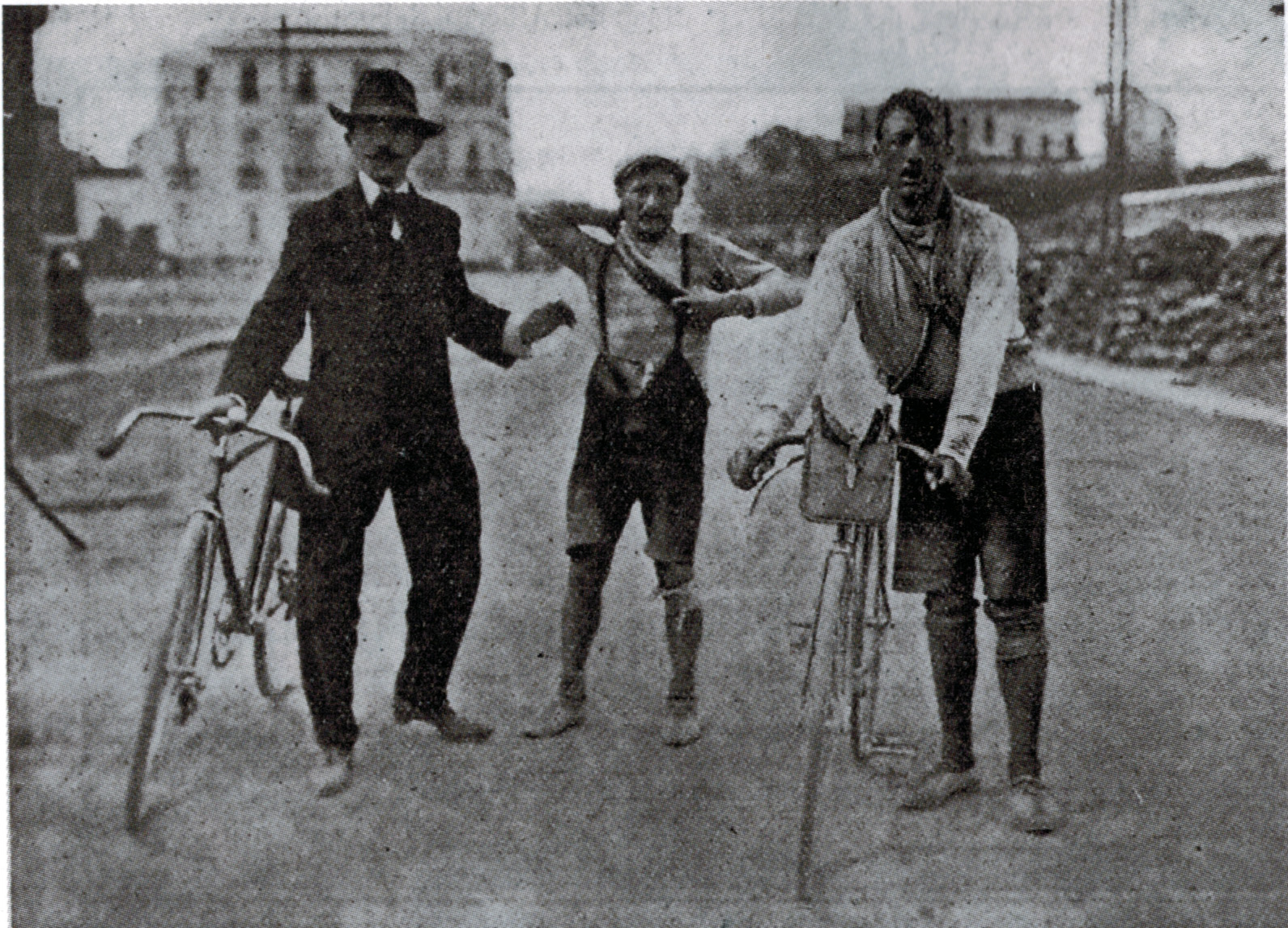
I primi due classificati al Giro di Sicilia 1907, Carlo Galetti e Luigi Ganna

La prima edizione fu corsa nel 1907, con la vittoria di Carlo Galetti su Luigi Ganna (rispettivamente secondo e vincitore della prima edizione del Giro d'Italia, corsa due anni dopo).
Le varie edizioni non sono state organizzate in modo continuo, ma fra di esse vi sono stati intervalli temporali considerevoli. Cinque edizioni furono svolte durante il regime fascista. Dal 1948 fu svolta con regolarità quasi annuale. Il maggior numero di edizioni consecutive si svolse dal 1953 al 1960. In tre occasioni (1958, 1973 e 1974) furono organizzate delle edizioni in linea. Dopo l'edizione del 1977, vinta da un giovanissimo Giuseppe Saronni, la corsa non fu più organizzata.
Nel 2019, 41 anni dopo l'ultima edizione, la corsa è stata ripristinata grazie a un accordo tra la Regione Siciliana e gli organizzatori di RCS Sport, per una gara in 4 tappe.
Inizialmente confermato l'avvio della venticinquesima edizione della corsa nel periodo compreso tra il 1º e il 4 aprile 2020, la gara è stata in seguito annullata a causa della pandemia di COVID-19.
Ripristinato lo stesso percorso per il 2021 della manifestazione prevista, in quattro tappe, dal 28 settembre al 1º ottobre 2021.
Nel febbraio 2024 è stato annunciato da Mauro Vegni, direttore di RCS Sport, che la corsa non verrà svolta a causa di problemi finanziari. Secondo la Testata regionale giornalistica Rai Sicilia, «per il 2024 sportivo siciliano rimane però un'occasione persa».

## Albo d'oro
Aggiornato all'edizione 2022.
| Anno      | Vincitore                             | Secondo                               | Terzo                                 |
| --------- | ------------------------------------- | ------------------------------------- | ------------------------------------- |
| 1907      | Carlo Galetti                         | Luigi Ganna                           | Umberto Zoffoli                       |
| 1908      | Carlo Galetti                         | Pierino Albini                        | Ernesto Azzini                        |
| 1909-25   | Non organizzata                       | Non organizzata                       | Non organizzata                       |
| 1926      | Domenico Caratozzolo                  | Francisco Gambino                     | Gianbattista Gilli                    |
| 1927-28   | Non organizzata                       | Non organizzata                       | Non organizzata                       |
| 1929      | Nicola Mammina                        | Leonida Frascarelli                   | Albino Binda                          |
| 1930-31   | Non organizzata                       | Non organizzata                       | Non organizzata                       |
| 1932      | Nicola Mammina                        | Attilio Pavesi                        | Antonio Nicolosi                      |
| 1933-35   | Non organizzata                       | Non organizzata                       | Non organizzata                       |
| 1936      | Francesco Patti                       | Ernesto Zuppa                         | Alfredo Mazzocchetti                  |
| 1937-38   | Non organizzata                       | Non organizzata                       | Non organizzata                       |
| 1939      | Remo Cerasa                           | Francesco Patti                       | Giovanni Corrieri                     |
| 1940-47   | Non organizzata                       | Non organizzata                       | Non organizzata                       |
| 1948      | Francesco Patti                       | Marcello Spadolini                    | Vitaliano Lazzerini                   |
| 1949      | Dino Rossi                            | Sergio Pagliazzi                      | Angelo Fumagali                       |
| 1950      | Donato Zampini                        | Giacomo Zampieri                      | Arrigo Padovan                        |
| 1951      | Primo Volpi                           | Francesco Patti                       | Ugo Fondelli                          |
| 1952      | Non organizzata                       | Non organizzata                       | Non organizzata                       |
| 1953      | Elio Brasola                          | Pietro Giudici                        | Luigi Mastroianni                     |
| 1954      | Ugo Massocco                          | Livio Isotti                          | Giovanni Roma                         |
| 1955      | Gilberto Dall'Agata                   | Franco Franchi                        | Renzo Accordi                         |
| 1956      | Pietro Polo Perucchin                 | Luciano Ciancola                      | Walter Serena                         |
| 1957      | Alberto Emiliozzi                     | Alfredo Sabbadin                      | Giuseppe Cainero                      |
| 1958-1    | Carlo Azzini                          | Gianbattista Milesi                   | Antonino Catalano                     |
| 1958-2    | Diego Ronchini                        | Noè Conti                             | Mario Mori                            |
| 1959      | Loris Guernieri                       | Federico Galeaz                       | Noè Conti                             |
| 1960      | Giorgio Tinazzi                       | Aurelio Cestari                       | Idrio Bui                             |
| 1961-72   | Non organizzata                       | Non organizzata                       | Non organizzata                       |
| 1973      | Enrico Maggioni                       | Michele Dancelli                      | Enrico Paolini                        |
| 1974      | Roger De Vlaeminck                    | Patrick Sercu                         | Marino Basso                          |
| 1975-76   | Non organizzata                       | Non organizzata                       | Non organizzata                       |
| 1977      | Giuseppe Saronni                      | Pierino Gavazzi                       | Carmelo Barone                        |
| 1978-2018 | Non organizzata                       | Non organizzata                       | Non organizzata                       |
| 2019      | Brandon McNulty                       | Guillaume Martin                      | Fausto Masnada                        |
| 2020      | annullata per la Pandemia di COVID-19 | annullata per la Pandemia di COVID-19 | annullata per la Pandemia di COVID-19 |
| 2021      | Vincenzo Nibali                       | Alejandro Valverde                    | Alessandro Covi                       |
| 2022      | Damiano Caruso                        | Jefferson Alexander Cepeda            | Louis Meintjes                        |
| 2023      | Aleksej Lucenko                       | Louis Meintjes                        | Vincenzo Albanese                     |
| 2024-25   | Non organizzata                       | Non organizzata                       | Non organizzata                       |

### Vittorie per nazione
Aggiornato al 2023
| Pos. | Paese       | Vittorie |
| ---- | ----------- | -------- |
| 1    | Italia      | 23       |
| 2    | Francia     | 1        |
| 2    | Belgio      | 1        |
| 2    | Stati Uniti | 1        |
| 2    | Kazakistan  | 1        |